# Cristhian Venegas
Cristhian Andrés Venegas Yañez (* 27. Mai 1993 in Los Ángeles) ist ein ehemaliger chilenischer Fußballspieler. Der Außenverteidiger gewann eine chilenische Meisterschaft.

## Karriere
Cristhian Venegas begann seine Profikarriere 2013 beim CD O’Higgins, wo er bereits die Jugendmannschaften durchlaufen hatte. In seiner Debütsaison gewann er mit dem Team aus Rancagua die erste Meisterschaft der Klubhistorie. Venegas selbst kam beim Meistertitel allerdings nicht zum Einsatz, sondern debütierte erst in der Clausura. Bei O’Higgins konnte er sich nicht durchsetzen und wurde in seiner Zeit bis 2018 mehrfach verliehen. Im Jahr 2019 spielte er für Deportes Valdivia und beendete nach Saisonende seine Karriere.

## Erfolge
O’Higgins
- Chilenischer Meister: 2013/14-A
- Chilenischer Supercup-Sieger: 2014